# Universidade de Aalborg

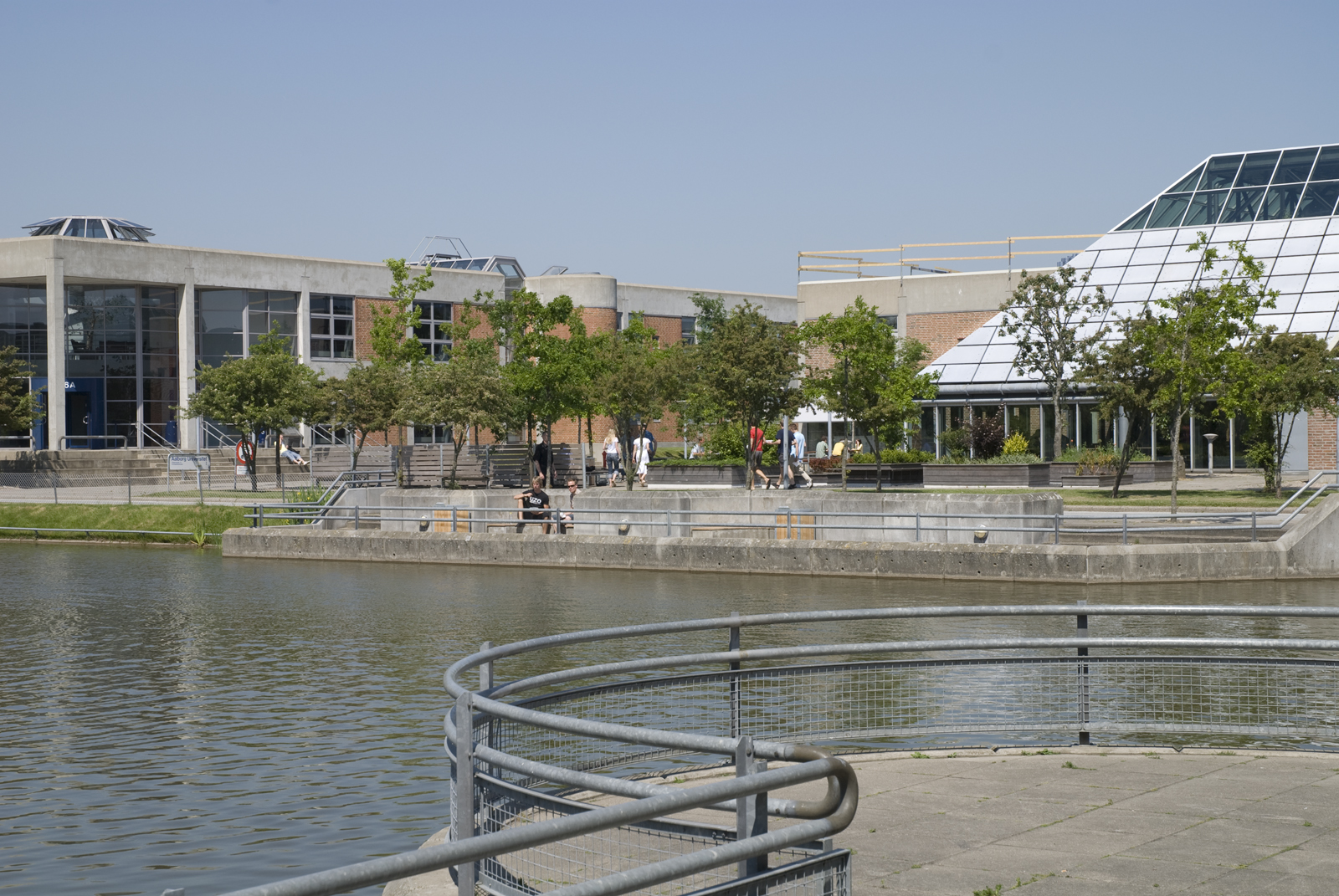
Universidade de Aalborg

A Universidade de Aalborg é uma instituição de ensino superior pública localizada na cidade de Aalborg, na Dinamarca. Foi fundada em 1974.